# Papilio palamedes
Espèce
Papilio palamedes ou Machaon du laurier est une espèce d'insectes lépidoptères qui appartient à la famille des Papilionidae, à la sous-famille des Papilioninae et au genre Papilio.

## Dénomination
Il a été nommé Papilio palamedes par Dru Drury en 1773.
Synonymes : Papilio flavomaculatus Goeze, 1779 ; Pterourus palamedes.

### Noms vernaculaires
Papilio palamedes se nomme Palamedes Swallowtail ou Laurel Swallowtail en anglais.

#### Sous-espèces
- Papilio palamedes palamades
- Papilio palamedes leontis Rothschild & Jordan, 1906 présent au Mexique[1].

## Description
Papilio palamedes est un grand papillon d'une envergure pouvant atteindre 13 cm au dessus de couleur marron très foncé à noir avec une bande submarginale de taches rondes jaune pâle doublée d'une bande de plus grosses taches de même couleur.
Le revers porte une ornementation caractéristique avec aux postérieures une ligne submarginale de taches de couleur orange puis après un espace une ligne de taches bleues surmontées d'un gros chevron orange.

### Chenille et chrysalide
Les œufs sont d'un vert-jaune clair et les chenilles sont vertes.

## Biologie

### Période de vol et hivernation
Il vole en deux à trois générations de mai à octobre en Virginie et de mars à décembre plus au sud.
Il hiverne au stade de chrysalide.

### Plantes hôtes
Les plantes hôtes de sa chenille sont des Lauraceae et tout particulièrement Persea borboni, mais aussi Persea borbonia var. pubescens, Persea palustris et Sassafras albidum var. molle,,.

## Écologie et distribution

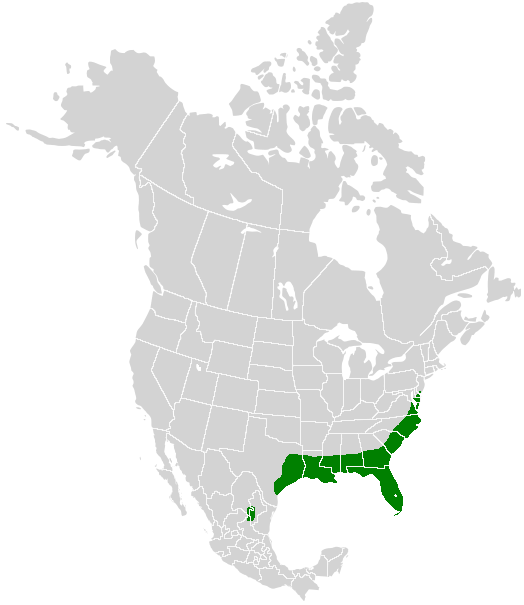
Carte de répartition.

Il réside en Amérique du Nord, dans le sud-est des USA sur la côte atlantique du sud du New-Jersey à la Florisde  et le long du golfe du Mexique aux USA et au Mexique,.

### Biotope
Il réside dans les forêts près de rivières.

### Protection
Pas de statut de protection particulier.